# Phanerotoma wahlbergianae
Phanerotoma wahlbergianae är en stekelart som beskrevs av Fischer 1963. Phanerotoma wahlbergianae ingår i släktet Phanerotoma och familjen bracksteklar. Inga underarter finns listade i Catalogue of Life.